# Houston and Texas Central Railway
La Houston and Texas Central Railway (H&TC), un predecessore dell'odierna Union Pacific Railroad, era un sistema ferroviario lungo 872 miglia creato in Texas nel 1848, i cui lavori di costruzione iniziarono nel 1856. La linea alla fine si estendeva da Houston verso nord fino a Dallas e Denison con filiali ad Austin e Waco.

## Storia

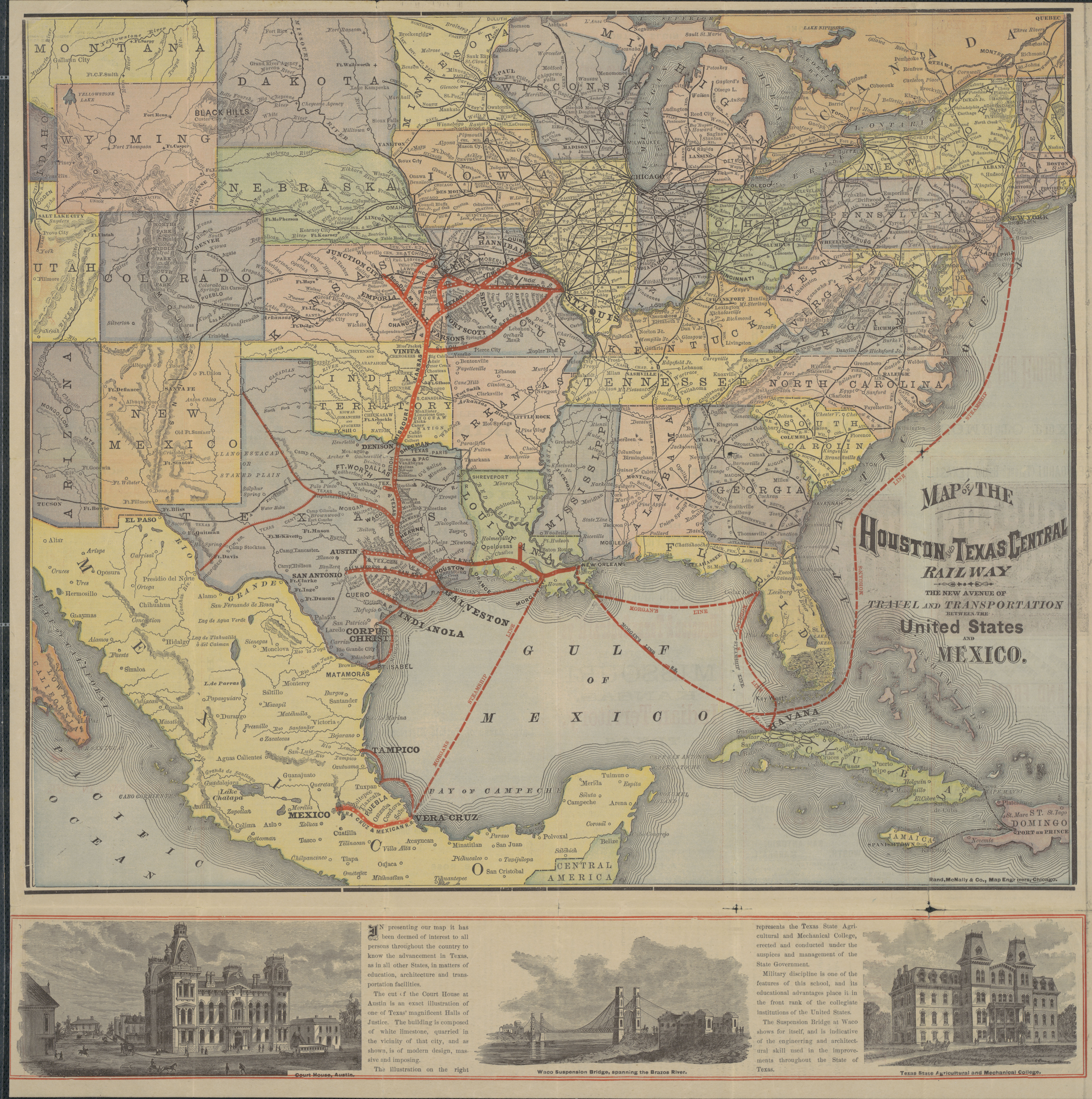
Mappa della Houston and Texas Central Railway, 1880

L'11 marzo 1848, Ebenezer Allen di Galveston, ottenne l'atto costitutivo per fondare una compagnia ferroviaria. Una serie di incontri sulla costituzione della compagnia ebbe luogo a Chappell Hill e Houston. Nel 1852 venne attivata la Galveston and Red River Railway (G&RR).
L'inizio della costruzione avvenne il 1º gennaio 1853, quando Paul Bremond e Thomas William House iniziarono i lavori a Houston. La costruzione dei binari della ferrovia a scartamento da 5 piedi e 6 pollici (1.676 mm) iniziò all'inizio del 1856. Il 26 luglio 1856 erano stati costruiti 40 km di binari a Cypress. Il nome della compagnia ferroviaria cambiò da G&RR a H&TC il 1º settembre 1856. Entro il 22 aprile 1861 erano stati costruiti 130 km di binari a Millican. A causa della guerra civile americana, la costruzione della ferrovia fu interrotta. Nel 1867, finita la guerra, la costruzione riprese.
Nel 1867, la compagnia ferroviaria H&TC prese il controllo della Washington County Railroad (1856-1868). Era una linea ferroviaria lunga 40 km che collegava Brenham e Hempstead, che era stata istituita nel 1856 e completata nell'aprile 1861 con uno scartamento di 5 piedi e 6 pollici. La H&TC completò la linea per Austin il 25 dicembre 1871.
I binari della H&TC raggiunsero Corsicana nel 1871, Dallas nel 1872 e Red River City (oggi Denison) nel 1873, dove si collegava con la Missouri, Kansas and Texas Railroad. Questo ha costituito il primo percorso interamente ferroviario da Houston a Saint Louis, nel Missouri e gli Stati Uniti orientali per merci e passeggeri.
La H&TC fu venduta a Charles Morgan nel marzo 1877 ma continuò ad operare in modo indipendente fino al 1927, quando fu affittata alla Texas and New Orleans Railroad, una sussidiaria della Southern Pacific Railroad. La HT&C è stata fusa nella T&NO nel 1934. La T&NO è stata fusa nella SP nel 1961 e la SP nella Union Pacific nel 1996.